# Iglesia de Santo Domingo de Silos (Tribaldos)
La iglesia de Santo Domingo de Silos es la iglesia parroquial de la localidad española de Tribaldos, en la provincia de Cuenca. Se encuentra situada en la parte más alta del casco urbano, en la calle de la Iglesia y la plaza de la Capilla.

## Historia

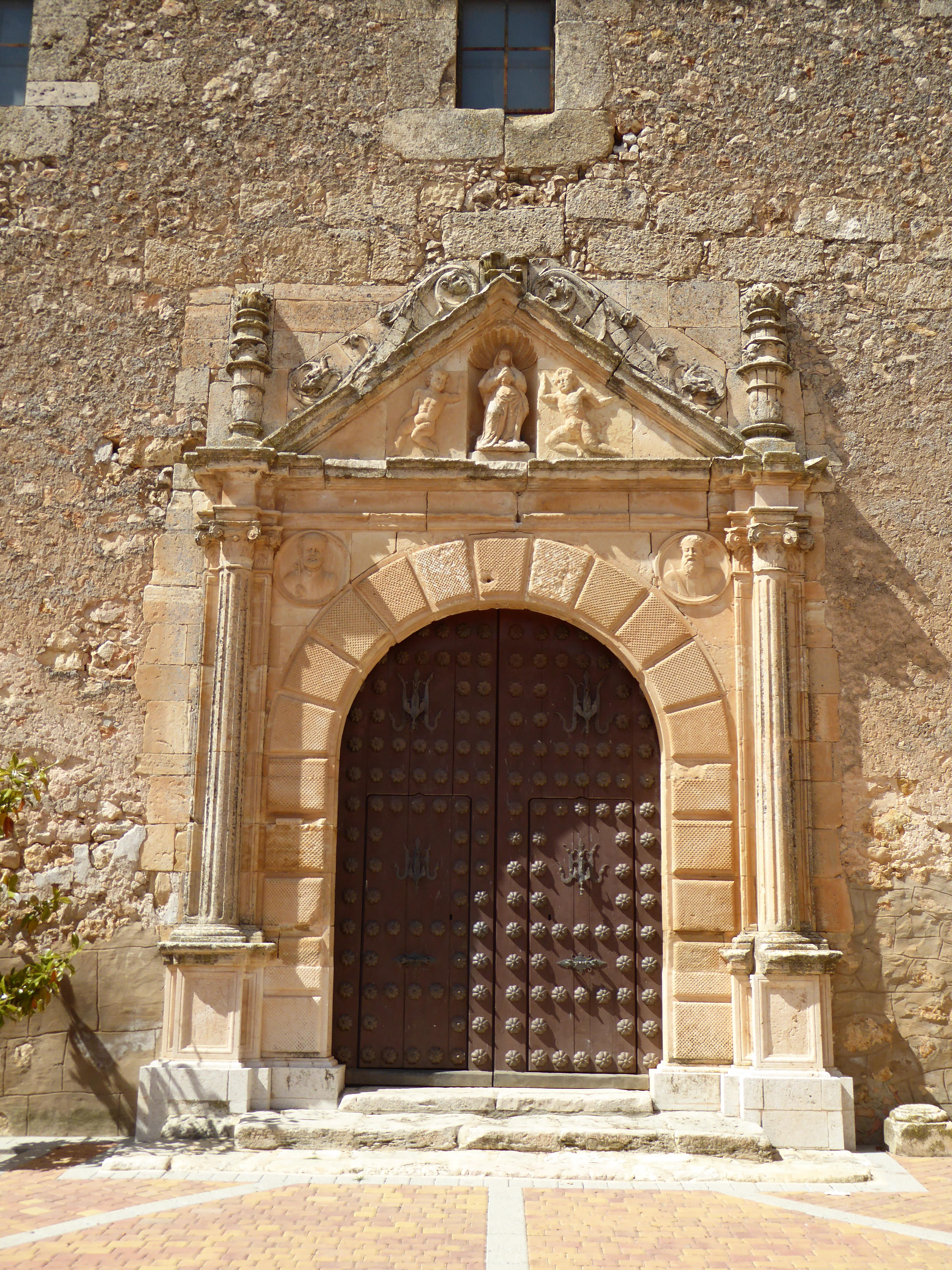
Portada

Es un edificio del siglo XVI. Tradicionalmente, por figurar así en alguna inscripción, se ha señalado que es del año 1580, pero sin duda es anterior, puesto que en las Relaciones Topográficas de Felipe II correspondiente a Tribaldos, de 1 de diciembre de 1575, se indica ya que su “Iglesia está dedicada a Santo Domingo de Silos”, y su tamaño y centralidad en la trama urbana no se justificaría sin la existencia previa de un núcleo de población asentado de antiguo. 
También se tiene noticia de ella en las visitas diocesanas que se realizaron en 1579 y 1596 :

Aldea de Uclés, de 130 vecinos. La Iglesia tiene una nave de yeso y piedra labrada a lo viejo. La Capilla Mayor es de bóveda y el cuerpo de la Iglesia cubierto de madera
(Archivo Diocesano, Legajo 202, año 1579, folio 93)

De una sola nave, la pared y la torre de mampostería. El retablo de talla y pincel viejo. Hácese un incensario nuevo; débese de él hasta 37 ducados
(Archivo Diocesano, Visitas 1, año 1596, folio 24 vto.)

## Descripción
La iglesia está construida principalmente en estilo herreriano, quizá por los mismos autores del cercano monasterio de Uclés o como copia popular del mismo, aunque su nave ya presenta rasgos de transición al barroco, por lo que debió finalizarse en el siglo XVII.

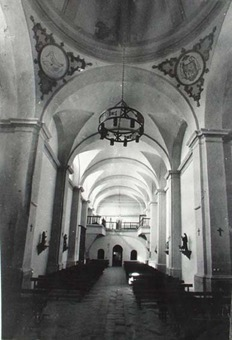
Vista de la nave desde el altar

Es un edificio exento, de construcción sólida, con planta de cruz latina y está compuesta por una nave, crucero y cabecera. La nave está dividida en cinco tramos por medio de contrafuertes y está cubierta con bóveda de cañón, con penetración de lunetos, sobre pilastras, con cornisa corrida, y el crucero con cúpula sobre pechinas. Exteriormente, la nave tiene una cubierta de teja a dos aguas, y la cúpula a cuatro. Tiene una sacristía lateral y coro a los pies, bajo el que se construyó en 1981 una capilla, bajo el coro, para realizar el culto en los días invernales.
En el exterior, centrada en el piecero, tiene una gran torre de cuatro cuerpos decrecientes, diferenciados por sus retalles, siendo el último un campanario con cubierta a cuatro aguas. Tiene una portada plateresca con arco de medio punto y embocadura almohadillada, con dovelas y jambas, rematada con un frontón triangular con franjas de relieves renacentistas al exterior y medallones circulares de San Pedro y San Pablo, y una hornacina central con una imagen de la Virgen y ángeles a ambos lados.
Lo más importante que conserva son dos obras de orfebrería religiosa, un copón de plata repujada y un cáliz de plata dorada y cincelada.
La iglesia fue restaurada entre 1978 y 1988. A lo largo de estos años, y fundamentalmente bajo el impulso de D. Francisco Medina Hernández, cura párroco de Tribaldos, profesor y administrador del Seminario Menor «Santiago Apóstol» del Monasterio de Uclés y director del Estudio-Taller de Restauración de la Conferencia Episcopal Española, se realizaron algunas actuaciones estructurales, como el tratamiento de las cubiertas, pero también de mejora del interior como la retirada de revocos que tapaban con yeso sillares de piedra originales; la recuperación de la piedra del exterior de la sacristía adosada a la iglesia, también tapada de cal y yeso; el cambio del suelo de la iglesia, muy deteriorado, y que permitió la recuperación de algunas lápidas e inscripciones, o la sustitución de la puerta exterior metálica por una de madera más acorde a las características originales del edificio. También se construyó la capilla en el interior de la Iglesia, bajo el coro.
En febrero de 2015, la Diputación Provincial de Cuenca y el Obispado de Cuenca suscribieron un convenio de colaboración para invertir 7005 000 euros en la recuperación de patrimonio religioso en la provincia de Cuenca. De ellos, 25 000 euros se destinarían a la restauración de la iglesia de Santo Domingo de Silos de Tribaldos